# John Edward Heaps
John Edward Heaps (* 25. Februar 1927 in Hamilton; † 21. Juni 2004) war römisch-katholischer Weihbischof in Sydney.

## Leben
Der Erzbischof von Sydney, Norman Thomas Kardinal Gilroy, weihte ihn am 8. März 1958 zum Priester.
Papst Johannes Paul II. ernannte ihn am 4. September 1981 zum Weihbischof in Sydney und Titularbischof von Inis Cathaig. Der Erzbischof von Sydney, James Darcy Kardinal Freeman, weihte ihn am 31. Oktober desselben Jahres zum Bischof; Mitkonsekratoren waren Luigi Barbarito, Apostolischer Pro-Nuntius in Australien, und James Patrick Carroll, Weihbischof in Sydney.
Von seinem Amt trat er am 12. März 1992 zurück.